# Vehuiah
Vehuiah ou Vehuaiah é um anjo, e significa Deus elevado e exaltado acima de todas as coisas
Quem nasce no dia regido por este anjo é uma pessoa astuta, perspicaz e inteligente, capaz de executar as tarefas mais difíceis com a maior facilidade. Deve rezar o Salmo 3, que facilita a execução das coisas difíceis. "Não terei medo de dez milhares de pessoas que se puserem contra mim ao meu redor".
- Potência: Serafim.
- Horário para invocação: 0h a 0h20.
- Salmo: 3, versículo 3.
- Dia da Semana: Terça-feira.
- Vela: Vermelha.